# Olijfkopbreedbektiran
De olijfkopbreedbektiran (Tolmomyias viridiceps) is een zangvogel uit de familie Tyrannidae (tirannen).

## Verspreiding en leefgebied
Deze soort komt voor in het westelijke Amazonegebied en telt drie ondersoorten:
- T. v. viridiceps: zuidoostelijk Colombia, oostelijk Ecuador en noordoostelijk Peru.
- T. v. zimmeri: centraal Peru.
- T. v. subsimilis: zuidoostelijk Peru, noordwestelijk Bolivia en zuidwestelijk Brazilië.

## Status
De grootte van de populatie is niet gekwantificeerd maar de soort wordt omschreven als algemeen. Op de Rode lijst van de IUCN heeft deze soort de status niet bedreigd.